# Lista de canções gravadas por Rihanna

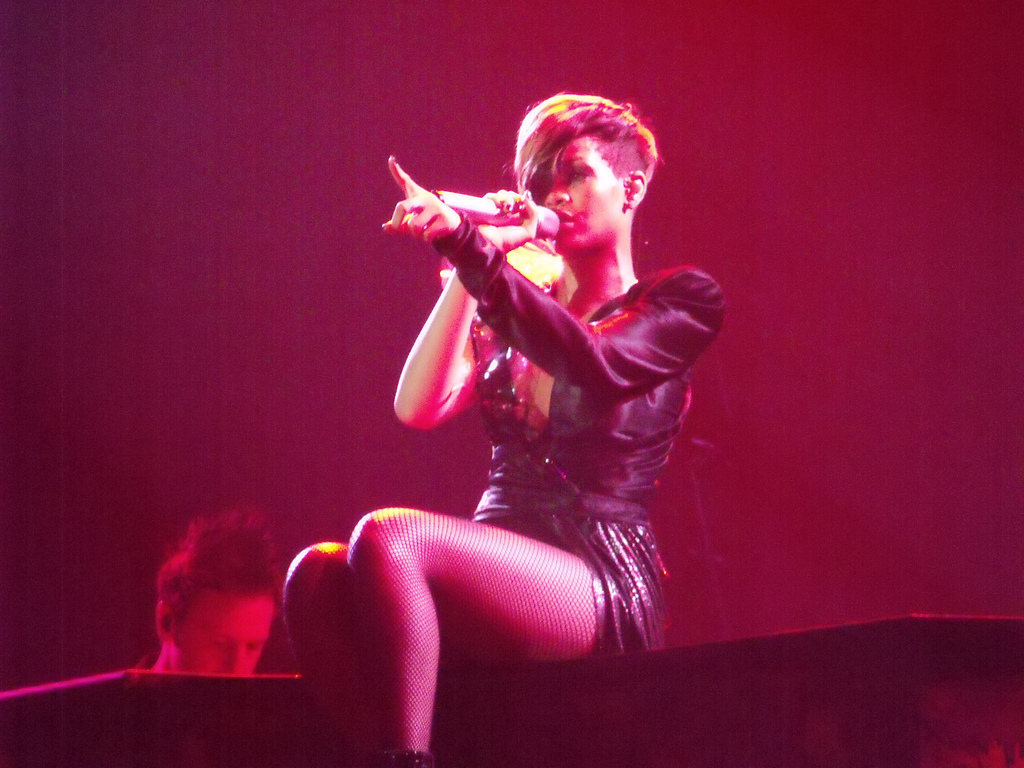
Rihanna na sua digressão Last Girl on Earth Tour em Abril de 2010.

Este anexo lista as canções interpretadas, escritas e produzidas por Rihanna, natural de Barbados. Consiste em material que foi gravado pela cantora que tenha sido lançado em formato físico ou que nunca tenham sido promovidas, embora exista registo legal nos principais organismos de defesa de compositores musicais, como a United States Copyright Office, Broadcast Music Incorporated (BMI) e American Society of Composers, Authors and Publishers (ASCAP). Alguns destes trabalhos registados nunca foram exercidos pela cantora, quer tenha sido por terem sido entregues a outros artistas ou por decisão da editora discográfica de retirar do alinhamento dos álbuns da artista.
A discografia da cantora consiste em cinco álbuns de estúdio, que juntamente com as faixas bónus, conta com sessenta e nove faixas totais. O reportório da artista ocorre num período de actividade desde de 2005, e foram legalizadas mais de cem canções creditando Rihanna como compositora, produtora, ou simplesmente através da sua participação vocal. A listagem conta ainda com algumas músicas que apenas foram promovidas ou discutidas através dos seus produtores e/ou de organizações musicais, como a Allmusic, também conta com diversas colaborações, entre outras canções promocionais ou de beneficência. Em outros casos, os projectos foram licenciados, embora tenham sido retirados do alinhamento de faixas pela editora discográfica responsável, ou tratava-se apenas de demonstrações gravadas pela cantora, mais tarde entregues a outros artistas.

## Legenda
| †  | Denota canções registadas através da Broadcast Music Incorporated (BMI)                            |
| ‡  | Denota canções registadas através da American Society of Composers, Authors and Publishers (ASCAP) |
| †‡ | Denota canções registadas através da BMI e ASCAP                                                   |
| *  | Denota canções citadas pela cantora, produtores ou outras entidades envolvidas.                    |

## Canções
| Título                                        | Ano  | Compositor(es) | Álbum | Notas |
| --------------------------------------------- | ---- | --- | --- | --- |
| "A Child is Born"*                            | 2006 | Carl Sturken Evan Rogers | Now That's What I Call Christmas! 4                                                                          | - |
| "A Girl like Me"†                             | 2006 | Robyn Fenty Carl Sturken Evan Rogers | A Girl like Me                                                                                               | - |
| "A Million Miles Away"†                       | 2006 | Carl Sturken Evan Rogers | A Girl like Me                                                                                               | - |
| "All of the Lights"†‡                         | 2010 | Kanye West Jeff Bhasker Malik Jones Warren Trotter                                                                                          | My Beautiful Dark Twisted Fantasy                                                                            | - A cantora apenas contribui com os seus vocais.                                                          |
| "Bad Girl"†‡                                  | 2009 | Christopher Brown Darnell Dalton Esther Dean Eric Florence Movie H Jamal Jones Lamar Taylor                                                 | - | - Uma demonstração que com a participação de Chris Brown. Foi mais tarde entregue à banda Pussycat Dolls. |
| "Birthday Cake"*                              | 2011 | Terius Nash Robyn Fenty Marcos Palacios Ernest Clark                                                                                        | Talk That Talk                                                                                               | - |
| "Boom Boom"*                                  | 2009 | Dameon Beckett Dave Kelly | Ghetto Story                                                                                                 | - A cantora apenas contribui com os seus vocais.                                                          |
| "Break It Off"‡                               | 2006 | Keith Bennett Robyn Fenty Kirk Ford Sean Paul                                                                                               | A Girl like Me                                                                                               | - Inclui a participação de Sean Paul.                                                                     |
| "Breakin' Dishes"‡                            | 2007 | Terius Nash Christopher Stewart | Good Girl Gone Bad                                                                                           | - |
| "California King Bed"†‡                       | 2010 | Andrew Harr Jermaine Jackson Priscilla Renea Alex Delicata                                                                                  | Loud | - |
| "Cheers (Drink to That)"†‡                    | 2010 | Stacy Barthe Lauren Christy Graham Edwards Robyn Fenty Corey Gibson Andrew Harr Jermaine Jackson Avril Lavigne Laura Pergolizzi Spock Scott | Loud | - A música contém demonstrações de "I'm With You" por Avril Lavigne.                                      |
| "Cockiness (Love It)"*                        | 2011 | Candice Pillay D. Loernathy Shondrae Crawford Robyn Fenty                                                                                   | Talk That Talk                                                                                               | - |
| "Cold Case Love"‡                             | 2009 | Edward Fauntleroy Morris Tadross Justin Timberlake                                                                                          | Rated R | - |
| "Complicated"†‡                               | 2010 | Esther Dean Christopher Stewart | Loud | - |
| "Coulda Been the One"†                        | 2006 | Robyn Fenty Carl Sturken Evan Rogers | A Girl like Me                                                                                               | - |
| "Crazy Little Thing Called Love"‡             | 2006 | Barrington Barwise Charles Barwise Evan Rogers Jevon Stewart Allen Sturken Oneil Thompson Ian Virgo                                         | A Girl like Me                                                                                               | - Conta com a participação da banda J-Status.                                                             |
| "Cry"†‡                                       | 2007 | Storleer Eriksen Storm Frankie Erik Hermansen                                                                                               | Good Girl Gone Bad                                                                                           | - Faixa bónus de edição britânica.                                                                        |
| "Dem Haters"*                                 | 2006 | Aion Clarke Michael Flowers M. Hallim V. Morgan Amelia Rogers Carl Sturken                                                                  | A Girl like Me                                                                                               | - Conta com a participação de Dwane Husbands.                                                             |
| "Disturbia"†‡                                 | 2008 | Robert Allen Christopher Brown Andre Merritt Brian Seals                                                                                    | Good Girl Gone Bad: Reloaded                                                                                 | - |
| "Do Ya Thang"*                                | 2011 | Terius Nash Robyn Fenty | Talk That Talk                                                                                               | - |
| "Don't Stop the Music"†‡                      | 2007 | Tawanna Dabney Mikkel Storleer Erik Hermansen Michael Jackson                                                                               | Good Girl Gone Bad                                                                                           | - |
| "Drunk on Love"‡                              | 2011 | Erik Hermansen Traci Hale Baria Qureshi Romy Croft Oliver Sim Jamie Smith                                                                   | Talk That Talk                                                                                               | - |
| "Fading"†‡                                    | 2010 | Darnell Dalton Esther Dean Allen Hodge Jamal Jones Lamar Taylor                                                                             | Loud | - |
| "Farewell"*                                   | 2011 | Ester Dean Alexander Grant | Talk That Talk                                                                                               | - |
| "Final Goodbye"‡                              | 2006 | Charlene Gilliam Anthony Mcmaster Curtis Richardson                                                                                         | A Girl like me                                                                                               | - |
| "Fire Bomb"†‡                                 | 2010 | Darnell Dalton Esther Dean Allen Hodge Jamal Jones Lamar Taylor                                                                             | Rated R | - |
| "First Time"*                                 | 2007 | John Jackson T. Powell D. Thornton | From Nothin' to Somethin'                                                                                    | - A cantora apenas contribui com os seus vocais.                                                          |
| "Fly"†                                        | 2010 | Kevin Hissink Onika Maraj Clemn Penton Jonathan Rotem Paul Williams                                                                         | Pink Friday                                                                                                  | - A cantora apenas contribui com os seus vocais.                                                          |
| "Fool in Love"*                               | 2011 | Ester Dean Lukasz Gottwald Henry Walter | Talk That Talk                                                                                               | - |
| "G4L"†‡                                       | 2009 | James Fauntleroy Robyn Fenty William Kennard Saul Milton Brian Seals                                                                        | Rated R | - |
| "Good Girl Gone Bad"†‡                        | 2007 | Mikkel Eriksen Erik Hermansen Marlin Pedersen Shaffer Smith                                                                                 | Good Girl Gone Bad                                                                                           | - |
| "Hard"†‡                                      | 2009 | Robyn Fenty Jay Jenkins Terius Nash Christopher Stewart                                                                                     | Rated R | - Conta com a participação de Young Jeezy.                                                                |
| Hate That I Love You"‡                        | 2007 | Mikkel Eriksen Erik Hermansen Shaffer Smith                                                                                                 | Good Girl Gone Bad                                                                                           | - Conta com a participação de Ne-Yo.                                                                      |
| "Hatin' on the Club"*                         | 2008 | Terius Nash | - | - Retirada do alinhamento de Good Girl Gone Bad: Reloaded.                                                |
| "Haunted"†                                    | 2009 | Evan Rogers Carl Sturken | Good Girl Gone Bad                                                                                           | - Faixa bónus de edição japonesa.                                                                         |
| "Here I Go Again"†                            | 2009 | Andrew Barwise Byron Barwise Robyn Fenty Oraine Stewart Carl Sturken Andrew Thompson                                                        | Music of the Sun                                                                                             | - Conta com a participação de J-Status.                                                                   |
| "Hurricane"*                                  | 2007 | Desconhecido(s) | Xclusives Raggatin Volume 1                                                                                  | - Conta com a participação de Rupee.                                                                      |
| "Hypnotized"*                                 | 2005 | Evan Rogers Carl Sturken Robyn Fenty | Music of the Sun e A Girl like Me                                                                            | - Faixas bónus de edições especiais.                                                                      |
| "Hole in My Head"‡                            | 2009 | Desconhecido(s) | Rated R | - Faixa bónus de Rated R através da edição Nokia.                                                         |
| "If I Never See Your Face Again"‡             | 2008 | Adam Levine James Valentine | It Won't Be Soon Before Long e Good Girl Gone Bad: Reloaded                                                  | - A cantora apenas contribui com os seus vocais.                                                          |
| "If It's Lovin' that You Want"†‡              | 2005 | Samuel Barnes Rocj La Alexander Mosely Jean Olivier Lawrence Parker Makeba Riddick Scott Sterling                                           | Music of the Sun                                                                                             | - |
| "If It's Lovin' that You Want (Part II)"*     | 2006 | Samuel Barnes Rocj La Alexander Mosely Jean Olivier Lawrence Parker Makeba Riddick Scott Sterling                                           | A Girl like Me                                                                                               | - Faixa bónus de versões especiais.                                                                       |
| "It Just Don't Feel Like Xmas (Without You)"* | 2006 | Evan Rogers Carl Sturken | Now That's What I Call Christmas! 3                                                                          | - |
| "(Just Be) Happy"‡                            | 2006 | Marcus Allen Shaffer Smith Melvin Sparknan                                                                                                  | - | - Canção promocional com Julie Roberts.                                                                   |
| "Just Stand Up!"†                             | 2005 | Kenneth Edmonds Elwin Walton | - | - Canção promocional de benificiência.                                                                    |
| "Kissed Don't Lie"†                           | 2005 | Robyn Fenty Evan Rogers Carl Sturken | A Girl like Me                                                                                               | - |
| "Lemme Get That"‡                             | 2007 | Shawn Carter Timothy Mosley Terius Nash | Good Girl Gone Bad                                                                                           | - |
| "Let Me"†‡                                    | 2005 | Mikkel Eriksen Erik Hermansen Makeba Riddick                                                                                                | Music of the Sun                                                                                             | - |
| "Live Your Life"†‡                            | 2008 | Dan Balan Joseph Harris Makeba Riddick Justin Smith                                                                                         | Paper Trail                                                                                                  | - A cantora apenas contribui com os seus vocais.                                                          |
| "Livin' a Lie"*                               | 2007 | Terius Nash Christopher Stewart | Love Hate | - A cantora apenas contribui com os seus vocais.                                                          |
| "Love is a Bitch"‡                            | 2008 | Toby Gadbr/>Christopher Stewart Pop Wansel                                                                                                  | - | - |
| "Love the Way You Lie"†                       | 2010 | Alexander Grany Holly Hafermann Marshall Mathers                                                                                            | Recovery | - A cantora apenas contribui com os seus vocais.                                                          |
| "Love the Way You Lie (Part II)"†             | 2010 | Alexander Grany Holly Hafermann Marshall Mathers                                                                                            | Loud | - |
| "Mad House"†‡                                 | 2009 | Robyn Fenty William Kennard Saul Milton Makeba Riddick                                                                                      | Rated R | - |
| "Man Down"†‡                                  | 2010 | Robyn Fenty Shama Joseph Shontelle Layne Theron Thomas Timothy Thomas                                                                       | Loud | - |
| "Music of the Sun"†‡                          | 2005 | Robyn Fenty Evan Rogers Carl Sturken Eve Warren                                                                                             | Music of the Sun                                                                                             | - |
| "No Lash Left Behind"‡                        | 2005 | William Ballantyne Gow Williams | - | - Canção promocional para campanha da CoverGirl.                                                          |
| "Now I Know"†                                 | 2005 | Robyn Fenty Evan Rogers Carl Sturken | Music of the Sun                                                                                             | - |
| "Numba 1(Tide is High)"†                      | 2005 | Richard Chin Jason Harrow Kenneth Holt | Not 4 Sale                                                                                                   | - A cantora apenas contribui com os seus vocais.                                                          |
| "Only Girl (In the World)"‡                   | 2010 | Mikkel Eriksen Erik Hermansen Crystal Johnson Sandy Wilhelm                                                                                 | Loud | - |
| "P.S. (I'm Still Not Over You)"†              | 2006 | Evan Rogers Carl Sturken | A Girl like Me                                                                                               | - |
| "Photographs"†‡                               | 2009 | Will Adams Jean Kouame Henry MC Allan Pineda Alain Whyte                                                                                    | Rated R | - Conta com a participação de Will.I.Am.                                                                  |
| "Pon de Replay"†‡                             | 2005 | Alisha Brooks Vada Nobles Evan Rogers Carl Sturken                                                                                          | Music of the Sun                                                                                             | - |
| "Princess of China"*                          | 2011 | Guy Berryman Jonny Buckland | Mylo Xyloto                                                                                                  | - A cantora apenas contribui com os seus vocais.                                                          |
| "Push Up on Me"†‡                             | 2007 | Lionel Richie Makeba Riddick Jonathan Rotem Cynthia Weil                                                                                    | Good Girl Gone Bad                                                                                           | - |
| "Question Existing"†‡                         | 2007 | Shawn Carter Shaffer Smith Robert Taylor | Good Girl Gone Bad                                                                                           | - |
| "Raining Men"†‡                               | 2010 | Melvin Hough Onkia Maraj Theron Thomas Timothy Thomas Rivelino Wouter                                                                       | Loud | - |
| "Red Lipstick"*                               | 2011 | Terius Nash Robyn Fenty James Hetfield Lars Ulrich William Kennard Saul Milton                                                              | Talk That Talk                                                                                               | - |
| "Redemption Song"‡                            | 2010 | Bob Marley | - | - Versão adptada da original, interpretada no The Oprah Winfrey Show.                                     |
| "Rehab"‡                                      | 2010 | Hannon Lane Timothy Mosley Justin Timberlake                                                                                                | Good Girl Gone Bad                                                                                           | - |
| "Roc Me Out"‡                                 | 2011 | Ester Dean Mikkel S. Eriksen Tor Erik Hermansen Rob Swire Gareth McGrillen                                                                  | Talk That Talk                                                                                               | - |
| "Rockstar 101"†‡                              | 2009 | Robyn Fenty Terius Nash Christopher Stewart                                                                                                 | Rated R | - Conta com a participação do guitarrista Slash.                                                          |
| "Roll It"‡                                    | 2007 | Sheldon Benjamim Shontelle Layne | The Beginning                                                                                                | - Conta com a participação da banda J-Status e da cantora Shontelle.                                      |
| "Rude Boy"†‡                                  | 2009 | Esther Dean Mikkel Eriksen Robyn Fenty Erik Hermansen Makeba Riddick Thompson Swire                                                         | Rated R | - |
| "Run This Town"†‡                             | 2009 | Athanasios Alatas Jefrey Bhasker Swan Carter Robyn Fenty Kanye West Ernest Wilson                                                           | The Blueprint 3                                                                                              | - Conta com a participação de Jay-Z e Kanye West.                                                         |
| "Rush"*                                       | 2005 | Evan Rogers Carl Sturken | Music of the Sun                                                                                             | - |
| "Russian Roulette"‡                           | 2009 | Charles Harmony Shaffer Smith | Rated R | - |
| "Say It"†‡                                    | 2007 | Qaadir Atkinson Edwart Brown Clifton Dillon Lowell Dunbar Makeba Riddick Brian Thompson                                                     | Good Girl Gone Bad                                                                                           | - |
| "Scratch"†                                    | 2007 | Tony Bruno | - | - Passagem musical que fez parte do alinhamento ao vivo do Good Girl Gone Bad Live.                       |
| "Selfish Girl"†                               | 2006 | Qaadir Atkinson Edwart Brown Clifton Dillon Lowell Dunbar Makeba Riddick Brian Thompson                                                     | A Girl like Me                                                                                               | - |
| "Sell Me Candy"†‡                             | 2007 | Timothy Mosley Terius Nash Makeba Riddick                                                                                                   | Good Girl Gone Bad                                                                                           | - |
| "Sexuality"*                                  | 2008 | Desconhecido(s) | - | - Canção sem lançamento oficial.                                                                          |
| "Should I?"*                                  | 2005 | Evan Rogers Carl Sturken | Music of the Sun                                                                                             | - Conta com a participação da banda J-Status.                                                             |
| "Shut Up and Drive"†‡                         | 2007 | Gillian Gilbert Peter Hook Paul Morris Evan Rogers Carl Sturken Bernard Sumner                                                              | Good Girl Gone Bad                                                                                           | - |
| "Skin"‡                                       | 2010 | Kenneth Coby Ursula Yancey | Loud | - |
| "Stranded (Haiti Mon Amour)"‡                 | 2010 | Shawn Carter Dave Evans Paul Hewson | Hope for Haiti Now                                                                                           | - A cantora apenas contribui com os seus vocais.                                                          |
| "Stupid in Love"‡                             | 2009 | Mikkel Eriksen Erik Hermansen S Smith | Rated R | - |
| "SOS"†                                        | 2006 | Evan Bogart Edward Cobb Jonathan Rotem | A Girl like Me                                                                                               | - |
| "S&M"†‡                                       | 2010 | Ester Dean Mikkel Eriksen Erik Hermansen Sandy Wilhelm                                                                                      | Loud | - Foi registada uma versão de remistura que incluia Cameron Thomaz.                                       |
| "Take a Bow"‡                                 | 2008 | Ester Dean Mikkel Eriksen Erik Hermansen Sandy Wilhelm                                                                                      | Good Girl Gone Bad: Reloaded                                                                                 | - |
| "Take Care"*                                  | 2011 | Aubrey Graham Jamie Smith Noah Shebib | Take Care | - A cantora apenas contribui com os seus vocais.                                                          |
| "Talk That Talk"‡                             | 2011 | Ester Dean Mikkel S. Eriksen Tor Erik Hermansen Shawn Carter Anthony Best Sean Combs Carl Thompson Christopher Wallace                      | Talk That Talk                                                                                               | - A canção conta com a participação do rapper Jay-Z.                                                      |
| "Te Amo"‡                                     | 2009 | Mikkel Eriksen James Fauntleroy Robyn Fenty Erik Hermansen                                                                                  | Rated R | - |
| "That La, La, La"†                            | 2005 | Curtis Bedeau Gerard Charles Hugh Clarke Emile Dernst Brian George Lucien George Paul George                                                | Music of the Sun                                                                                             | - |
| "The Hotness"*                                | 2006 | Amelia Brooks S. Layne Evan Rogers Carl Sturken                                                                                             | Save The Last Dance 2                                                                                        | - Canção promocional para banda sonora de um filme, contando com a participação da cantora Shontelle.     |
| "The Last Song"†‡                             | 2009 | James Fauntleroy Robyn Fenty Ben Harrison Brian Seals                                                                                       | Rated R | - |
| "The Last Time"*                              | 2005 | Evan Rogers Carl Sturken | Music of the Sun                                                                                             | - |
| "There's a Thug in My Life"‡                  | 2005 | Etterlene Evan Rogers Carl Sturken | Music of the Sun                                                                                             | - |
| "Throw Your Hands Up"‡                        | 2008 | Christopher Birch Oneil Bryan Robyn Fenty R. Martin Evan Rogers Carl Sturken                                                                | Let's Get Physical                                                                                           | - |
| "Tip Pon Toe"‡                                | 2005 | Angela Hunte Peter Keusch Jason Poras | - | - Música retirada do alinhamento de Music of the Sun.                                                     |
| "Umbrella"‡                                   | 2007 | Shawn Carter Thaddis Harrell Terius Nash Christopher Stewart                                                                                | Good Girl Gone Bad                                                                                           | - Conta com a participação do rapper Jay-Z. Uma remistura com Chris Brown também foi registada.           |
| "Unfaithful"†‡                                | 2006 | Mikkel Eriksen Erik Hermansen Shaffer Smith                                                                                                 | A Girl like Me                                                                                               | - |
| "Wait Your Turn"†‡                            | 2009 | Mikkel Eriksen James Fauntleroy Robyn Fenty Erik Hermansen William Kennard Saul Milton Taruka Tendayi                                       | Rated R | - |
| "Watch n' Learn"*                             | 2011 | Priscilla Renea Chauncey Hollis Robyn Fenty Alja Jackson                                                                                    | Talk That Talk                                                                                               | - |
| "We All Want Love"*                           | 2011 | Ester Dean Ernest Wilson Steve Wyreman Kevin Randolph                                                                                       | Talk That Talk                                                                                               | - |
| "We Found Love"‡                              | 2011 | Adam Richard Wiles | Talk That Talk                                                                                               | - Conta com a participação de Calvin Harris.                                                              |
| "We Ride"†‡                                   | 2006 | Mikkel Eriksen Erik Hermansen Makeba Riddick                                                                                                | A Girl like Me                                                                                               | - |
| "What's My Name?"†‡                           | 2010 | Esther Dean Mikkel Eriksen Aubrey Graham Traci Hale Erik Hermansen                                                                          | Loud | - Conta com a participação do rapper Drake.                                                               |
| "Where Have You Been"*                        | 2011 | Ester Dean Lukasz Gottwald Adam Richard Wiles Henry Walter Geoff Mack                                                                       | Talk That Talk                                                                                               | - |
| "Who Ya Gonna Run To"†‡                       | 2006 | Desconhecido(s) | A Girl like Me                                                                                               | - Faixa bónus de edição especial.                                                                         |
| "Who's That Chick?"†‡                         | 2010 | David Guetta Kinnda Hamid Frederic Riesterer Giorgio Tuinfort                                                                               | One More Love                                                                                                | - A cantora apenas contribui com os seus vocais.                                                          |
| "Whipping My Hair"*                           | 2009 | Desconhecido(s) | - | - Canção retirada do alinhamento de Good Girl Gone Bad: Reloaded.                                         |
| "Willing To Wait"†                            | 2005 | Robyn Fenty Susaye Greene Henry Redd Evan Rogers Carl Sturken Nathan Watts June Williams                                                    | Music of the Sun                                                                                             | - |
| "You Da One"*                                 | 2011 | Ester Dean Lukasz Gottwald Robyn Fenty John Hill Henry Walter                                                                               | Talk That Talk                                                                                               | - |
| "You Don't Love Me (No, No, No)"†             | 2005 | Willie Cobbs | - A canção foi registada sob o nome legal de "Shimmy Shimmy Walk" e conta com a participação de Vybz Kartel. | |